# Вірменія на пісенному конкурсі Євробачення
Вірменія бере участь у Пісенному конкурсі «Євробачення» з 2006 року. Спочатку країна оголосила про свою участь у 2004 році, попри те, що не була членом Європейської Мовної Спілки, але пізніше відкликала заявку. З 2005 року телекомпанія AMPTV офіційно входить до складу ЄМС, що дозволяє країні транслювати конкурс. Найкращим результатом Вірменії на даний момент вважається 4-е місце, яке здобули двоє виконавців: Сірушо з піснею «Qélé, Qélé» у 2008 році та Aram Mp3 з піснею «Not Alone» у 2014 році.

## Історія участі
У липні 2003 року приватна телекомпанія Armenia TV заявила про намір дебютувати на Пісенному конкурсі «Євробачення» у 2004 році, попри те, що не була членом Європейської Мовної Спілки, яка організовує конкурс. Пізніше ЄМС спростувала цю заяву.
Після того як у 2005 році телекомпанія AMPTV приєдналась до ЄМС, Вірменія дебютувала на Пісенному конкурсі Євробачення 2006. Першим представником країни став один з найпопулярніших артистів Вірменії Андре Овнанян з піснею «Without Your Love». У той час лише 10 найкращих країн з попереднього конкурсу та «Великої четвірки» автоматично потрапляли до фіналу. Андре посів 6-е місце у півфіналі та пройшов до фіналу, де зайняв 8-е місце зі 129 балами. 
Потрапивши до першої десятки минулого року, країна автоматично виступала у фіналі конкурсу 2007 року, де Айко з піснею «Anytime You Need» також посів 8-е місце та отримав 138 балів.
У 2008 році Вірменію представляла співачка Сірушо, яка зайняла 4-е місце з піснею «Qélé, Qélé» та отримала найбільше 12 балів у фіналі від восьми країн. На сьогодні це залишається найкращим результатом країни на конкурсі, за яким послідували ще два місця в першій десятці у 2009 та 2010 роках. 
У 2011 році Вірменія вперше не потрапила до фіналу Євробачення, коли країну представляла Еммі з піснею «Boom Boom» та зайняла 12-е місце з 54 балами у першому півфіналі.
7 березня 2012 року Вірменія заявила, що відмовиться від участі через напружені відносини з країною-господарем конкурсу Азербайджаном на тлі Карабаського конфлікту.
Після однорічної відсутності країна повернулася на конкурс у 2013 році. У другому півфіналі гурт Dorians зайняв 7-е місце з піснею «Lonely Planet» та пройшов до фіналу, де фінішував 18-им.
31 грудня 2013 року Aram Mp3 був обраний представником Вірменії на Євробачення 2014 з піснею «Not Alone». У фіналі співак зайняв 4-е місце та отримав 174 бали, тим самим повторивши найкращий результат країни у 2008 році. 
У фіналі конкурсу 2015 року гурт Genealogy з піснею «Face The Shadow» посів 16-е місце з 34 балами. 
У 2016 році Вірменія потрапила у Топ-10, коли Івета Мукучян зайняла 7-е місце з піснею «LoveWave» та отримала 249 балів. До 2024 року це був останній результат країни в першій десятці. У 2017 році Artsvik посіла лише 18-е місце з піснею «Fly With Me» та отримала 79 балів. 
Протягом наступних двох років країні не вдавалося пройти до фіналу. У 2018 році Севак Ханагян фінішував 15-им у першому півфіналі з піснею «Qami». У 2019 році Srbuk зайняла 16-е місце у другому півфіналі з піснею «Walking Out» та здобула найгірший результат Вірменії на Євробаченні.
У 2020 році Атена Манукян мала представляти країну з піснею «Chains on You», але через пандемію COVID-19 конкурс скасували. Вірменія планувала взяти участь у 2021 році, але пізніше відмовилася через соціальну та політичну кризу після Другої Карабаської війни.
Країна повернулася на конкурс у 2022 році, обравши Розу Лінн з піснею «Snap». У першому півфіналі вона посіла 5-е місце зі 187 балами, що стало першим проходом Вірменії до фіналу з 2017 року. У фіналі співачка зайняла 20-е місце та отримала 61 бал. Після конкурсу пісня стала популярною в TikTok і потрапила в чарти по всьому світу.
У 2023 році Вірменія шляхом внутрішнього відбору обрала співачку Brunette з піснею «Future Lover». У другому півфіналі Елен Єремян зайняла 6-е місце з 99 балами, тим самим пройшовши до фіналу, де вона посіла 14-е місце та отримала 122 бали.
9 березня 2024 року було оголошено, що французько-вірменський музичний дует Ladaniva обраний представником країни на Євробачення 2024. У другому півфіналі їхня пісня «Jako» посіла 3-є місце та отримала 137 балів. У фіналі дует зайняв 8-е місце зі 183 балами та здобув перший результат Вірменії у Топ-10 з 2016 року.

## Учасники Євробачення від Вірменії
Умовні позначення
     Переможець
     Друге місце
     Третє місце
     Четверте місце
     П'яте місце
     Останнє місце
     Автоматичний фіналіст
     Не пройшла до фіналу
     Участь скасовано
     Не брала участі
| Рік  | Місце проведення | Виконавець           | Пісня                     | Переклад            | Мова                   | Фінал                            | Фінал                            | Півфінал                         | Півфінал                         |
| Рік  | Місце проведення | Виконавець           | Пісня                     | Переклад            | Мова                   | Місце                            | Бали                             | Місце                            | Бали                             |
| ---- | ---------------- | -------------------- | ------------------------- | ------------------- | ---------------------- | -------------------------------- | -------------------------------- | -------------------------------- | -------------------------------- |
| 2006 | Афіни            | Андрé                | «Without Your Love»       | Без твого кохання   | англійська             | 8-е                              | 129                              | 6-е                              | 150                              |
| 2007 | Гельсінкі        | Айко                 | «Anytime You Need»        | У будь-який час     | англійська, вірменська | 8-е                              | 138                              | Топ-10 у минулому році           | Топ-10 у минулому році           |
| 2008 | Белград          | Сірушо               | «Qélé, Qélé» (Քելե, Քելե) | Вперед, Вперед      | англійська, вірменська | 4-е                              | 199                              | 2-е                              | 139                              |
| 2009 | Москва           | Інга та Ануш Аршакян | «Jan Jan» (Ջան Ջան)       | Джан Джан           | англійська, вірменська | 10-е                             | 92                               | 5-е                              | 99                               |
| 2010 | Осло             | Єва Рівас            | «Apricot Stone»           | Абрикосова кісточка | англійська             | 7-е                              | 141                              | 6-е                              | 83                               |
| 2011 | Дюссельдорф      | Еммі                 | «Boom Boom»               | Бум Бум             | англійська             | Не вдалося кваліфікуватися       | Не вдалося кваліфікуватися       | 12-е                             | 54                               |
| 2012 | Баку             | Не брала участі      | Не брала участі           | Не брала участі     | Не брала участі        | Не брала участі                  | Не брала участі                  | Не брала участі                  | Не брала участі                  |
| 2013 | Мальме           | Dorians              | «Lonely Planet»           | Самотня планета     | англійська             | 18-е                             | 41                               | 7-е                              | 69                               |
| 2014 | Копенгаген       | Aram Mp3             | «Not Alone»               | Не самотня          | англійська             | 4-е                              | 174                              | 4-е                              | 121                              |
| 2015 | Відень           | Genealogy            | «Face The Shadow»         | Зіткнутися з тінню  | англійська             | 16-е                             | 34                               | 7-е                              | 77                               |
| 2016 | Стокгольм        | Івета Мукучян        | «LoveWave»                | Хвиля кохання       | англійська             | 7-е                              | 249                              | 2-е                              | 243                              |
| 2017 | Київ             | Artsvik              | «Fly With Me»             | Лети зі мною        | англійська             | 18-е                             | 79                               | 7-е                              | 152                              |
| 2018 | Лісабон          | Севак Ханагян        | «Qami» (Քամի)             | Вітер               | вірменська             | Не вдалося кваліфікуватися       | Не вдалося кваліфікуватися       | 15-е                             | 79                               |
| 2019 | Тель-Авів        | Srbuk                | «Walking Out»             | Виходити            | англійська             | Не вдалося кваліфікуватися       | Не вдалося кваліфікуватися       | 16-е                             | 49                               |
| 2020 | Роттердам        | Атена Манукян        | «Chains on You»           | Ланцюги на тобі     | англійська             | Конкурс скасовано через COVID-19 | Конкурс скасовано через COVID-19 | Конкурс скасовано через COVID-19 | Конкурс скасовано через COVID-19 |
| 2021 | Роттердам        | Не брала участі      | Не брала участі           | Не брала участі     | Не брала участі        | Не брала участі                  | Не брала участі                  | Не брала участі                  | Не брала участі                  |
| 2022 | Турин            | Роза Лінн            | «Snap»                    | Знімок              | англійська             | 20-е                             | 61                               | 5-е                              | 187                              |
| 2023 | Ліверпуль        | Brunette             | «Future Lover»            | Майбутній коханий   | англійська, вірменська | 14-е                             | 122                              | 6-е                              | 99                               |
| 2024 | Мальме           | Ladaniva             | «Jako» (Ժակո)             | Жако                | вірменська             | 8-е                              | 183                              | 3-є                              | 137                              |
| 2025 | Базель           | Parg                 | «Survivor»                | Вцілілий            | англійська             | 20-е                             | 72                               | 10-е                             | 51                               |

## Нагороди

### Премія Марселя Безансона
| Рік  | Категорія  | Виконавець | Пісня                     | Автори Музика (м) / Слова (с)     | Місце | Бали | Місце проведення | Прим.  |
| ---- | ---------- | ---------- | ------------------------- | --------------------------------- | ----- | ---- | ---------------- | ------ |
| 2008 | Приз фанів | Сірушо     | «Qélé, Qélé» (Քելե, Քելե) | Х.А. Дер-Овагімян (м), Сірушо (с) | 4-е   | 199  | Белград          | [ 16 ] |

## Пов'язана участь

### Глави делегації
Кожен мовник, який бере участь у Пісенному конкурсі «Євробачення», призначає голову делегації як контактну особу ЄМС та голову своєї делегації на заході. До складу делегації, чиї розміри можуть сильно відрізнятися, входять керівник преси, виконавці, автори пісень, композитори, бек-вокалісти тощо.
| Рік       | Глава делегації                   | Прим.         |
| --------- | --------------------------------- | ------------- |
| 2006–2010 | Діана Мнацаканян                  | [ 18 ]        |
| 2011–2018 | Гоар Гаспарян                     | [ 19 ]        |
| 2019–2023 | Давид Церунян та Ануш Тер-Гукасян | [ 20 ] [ 21 ] |
| 2024–     | Давид Церунян                     | [ 22 ]        |

### Коментатори та речники
| Рік  | Коментатор                                                                          | Другий коментатор                                                               | Речник(-ця)     |
| ---- | ----------------------------------------------------------------------------------- | ------------------------------------------------------------------------------- | --------------- |
| 2005 | Невідомо                                                                            | Невідомо                                                                        | Не брали участь |
| 2006 | Гоар Гаспарян                                                                       | Фелікс Хачатрян                                                                 | Гоар Гаспарян   |
| 2007 | Гоар Гаспарян                                                                       | —                                                                               | Сірушо          |
| 2008 | Фелікс Хачатрян                                                                     | Грачухі Утмазян                                                                 | Грачухі Утмазян |
| 2009 | Хорен Левонян                                                                       | —                                                                               | Сірушо          |
| 2010 | Хорен Левонян                                                                       | Грачухі Утмазян                                                                 | Назені Ованесян |
| 2011 | Артак Варданян                                                                      | —                                                                               | Люсіне Товмасян |
| 2012 | Гоар Гаспарян                                                                       | Артур Григорян                                                                  | Не брали участь |
| 2013 | Андре (Півфінали) Ерік Антаранян (Фінал)                                            | Аревік Удумян (Півфінали) Анна Аванесян (Фінал)                                 | Андре           |
| 2014 | Ерік Антаранян (Півфінали) Тигран Даніелян (Фінал)                                  | Анна Аванесян (Півфінали) Аревік Удумян (Фінал)                                 | Анна Аванесян   |
| 2015 | Ерік Антаранян (1-ий півфінал) Ваге Ханамірян (2-ий півфінал) Авет Барсегян (Фінал) | Aram Mp3 (1-ий півфінал) Герміне Степанян (2-ий півфінал) Аревік Удумян (Фінал) | Ліліт Мурадян   |
| 2016 | Авет Барсегян                                                                       | —                                                                               | Арман Маргарян  |
| 2017 | Авет Барсегян                                                                       | Гоар Гаспарян                                                                   | Івета Мукучян   |
| 2018 | Авет Барсегян                                                                       | Фелікс Хачатрян                                                                 | Арсен Григорян  |
| 2019 | Авет Барсегян                                                                       | Aram Mp3                                                                        | Aram Mp3        |
| 2021 | Не транслювали                                                                      | Не транслювали                                                                  | Не брали участь |
| 2022 | Грачухі Утмазян                                                                     | Гарік Папоян                                                                    | Гарік Папоян    |
| 2023 | Грачухі Утмазян                                                                     | Гамлет Аракелян                                                                 | Maléna          |
| 2024 | Грачухі Утмазян                                                                     | Севак Акопян                                                                    | Brunette        |

#### Інші шоу
| Шоу                                | Коментатори                  | Канал | Прим.  |
| ---------------------------------- | ---------------------------- | ----- | ------ |
| Євробачення: Європо, запали світло | Давид Церунян та Емма Акопян | AMPTV | [ 23 ] |

## Галерея

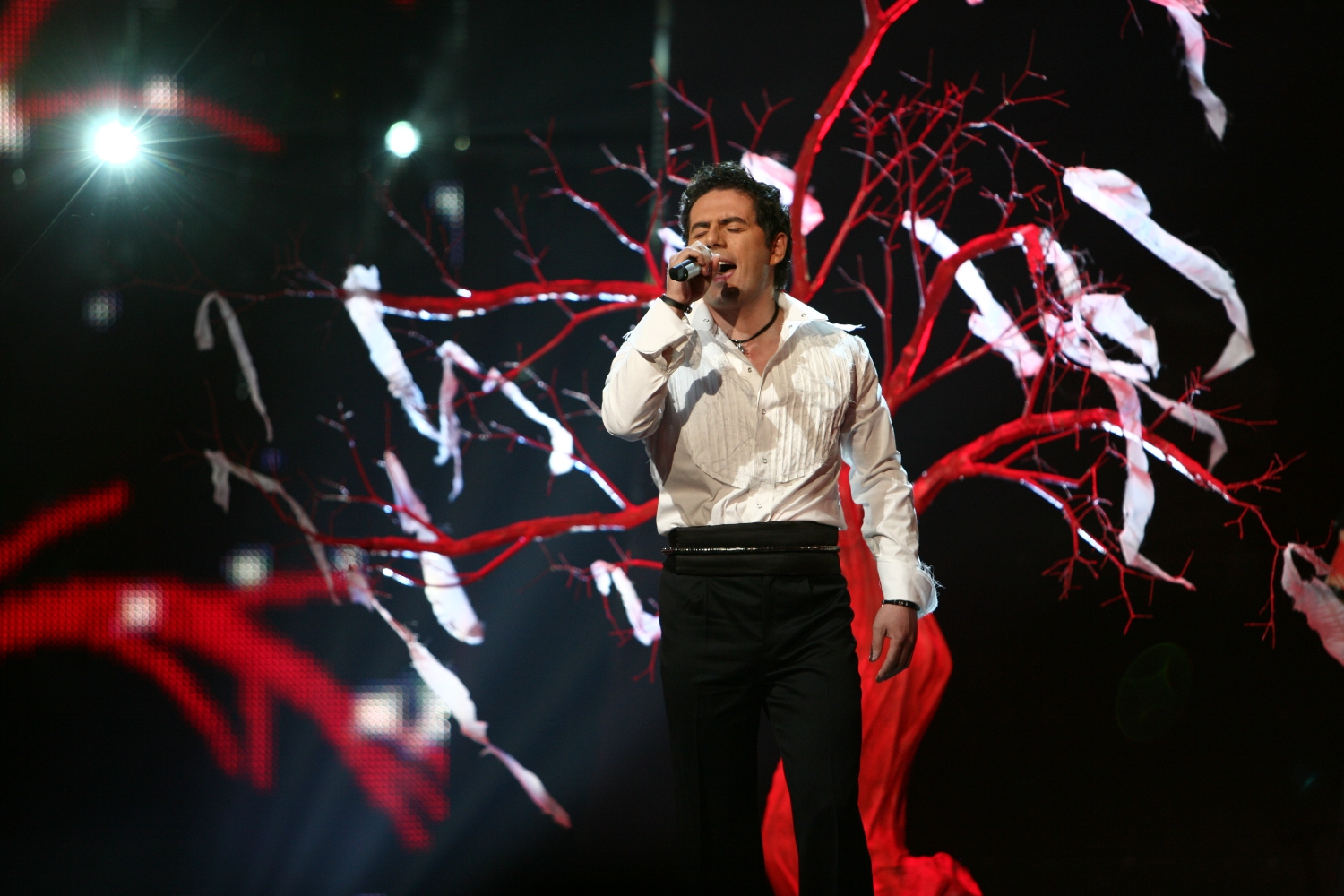
Айко у Гельсінкі (2007)
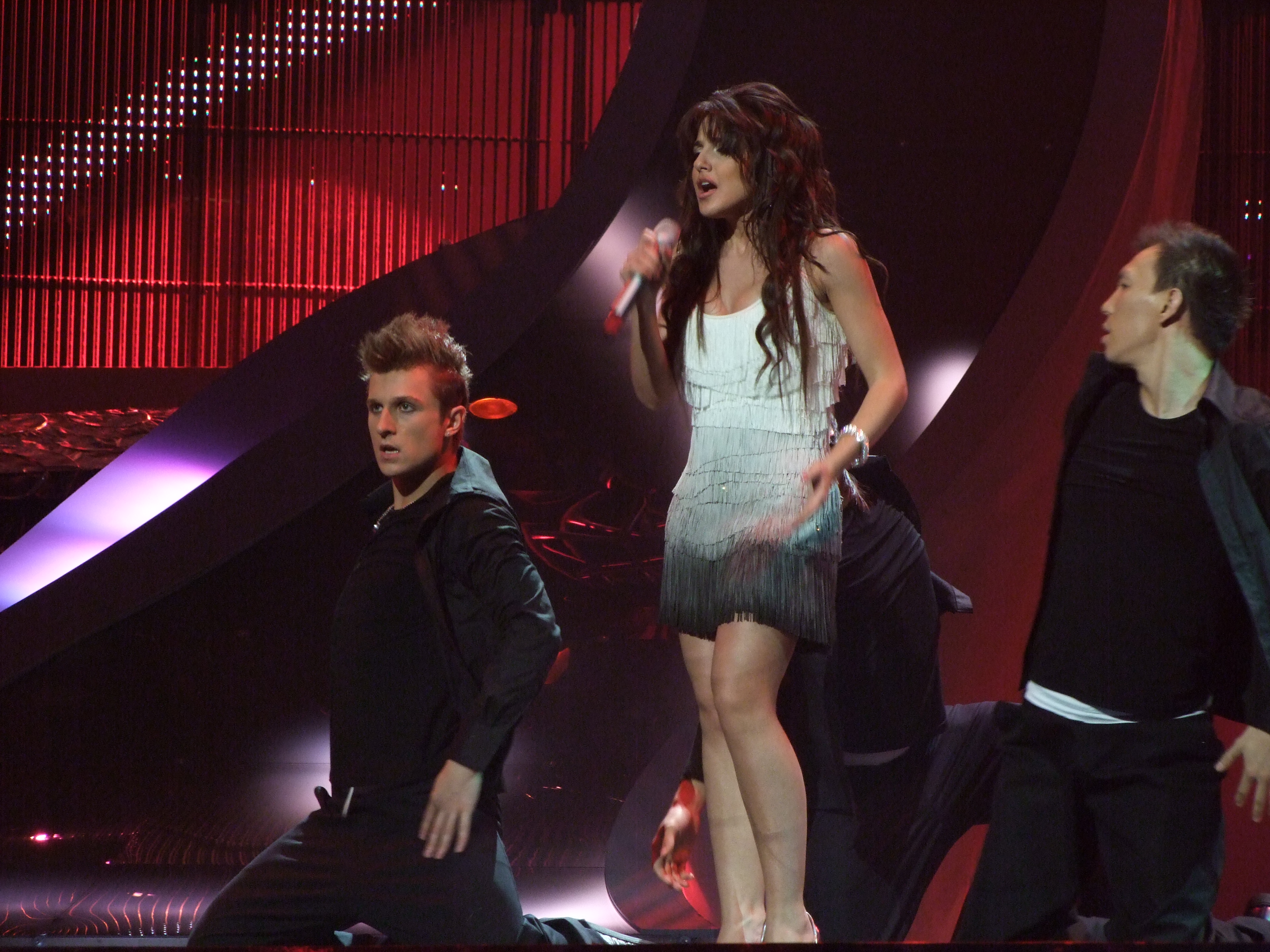
Сірушо у Белграді (2008)
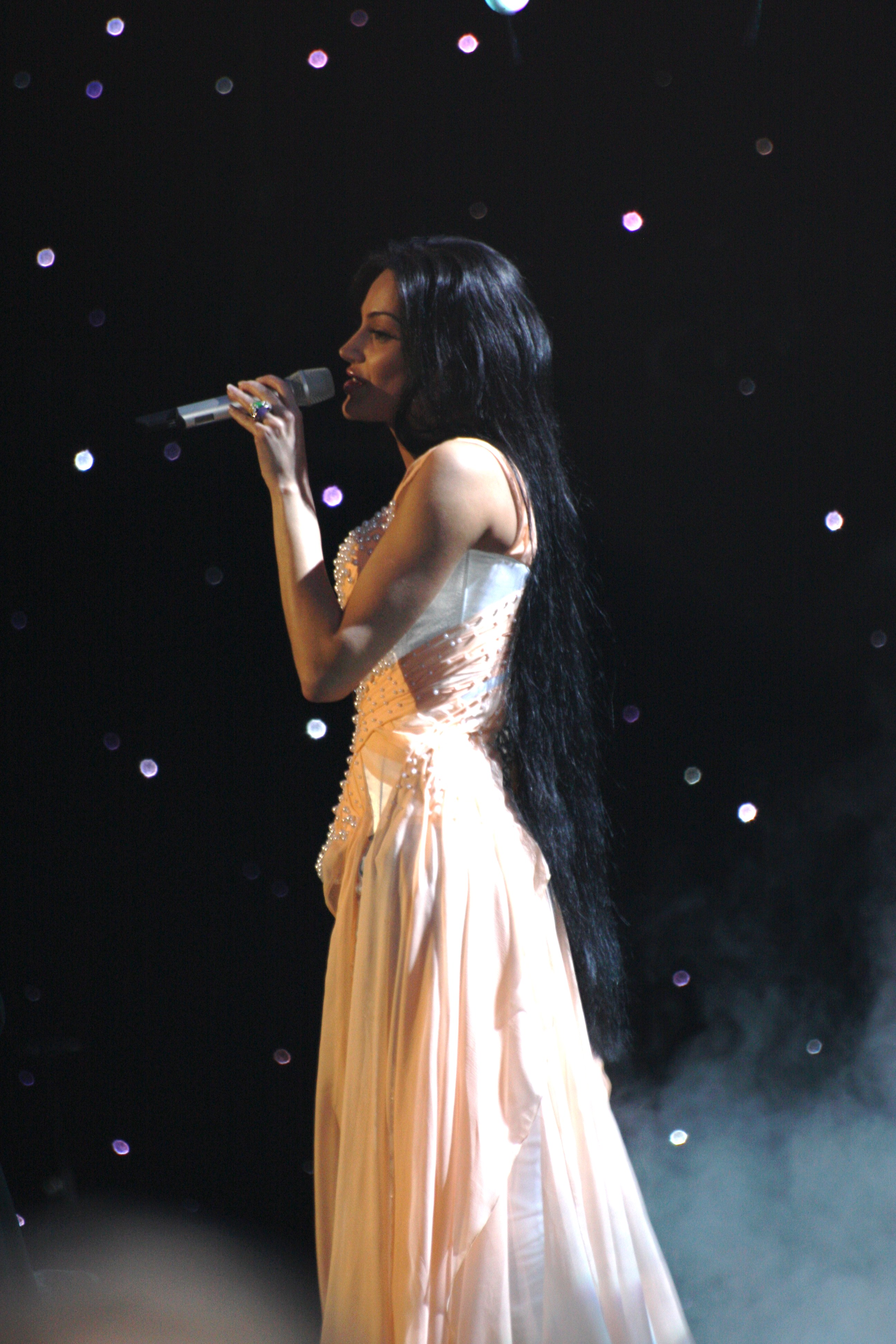
Єва Рівас в Осло (2010)
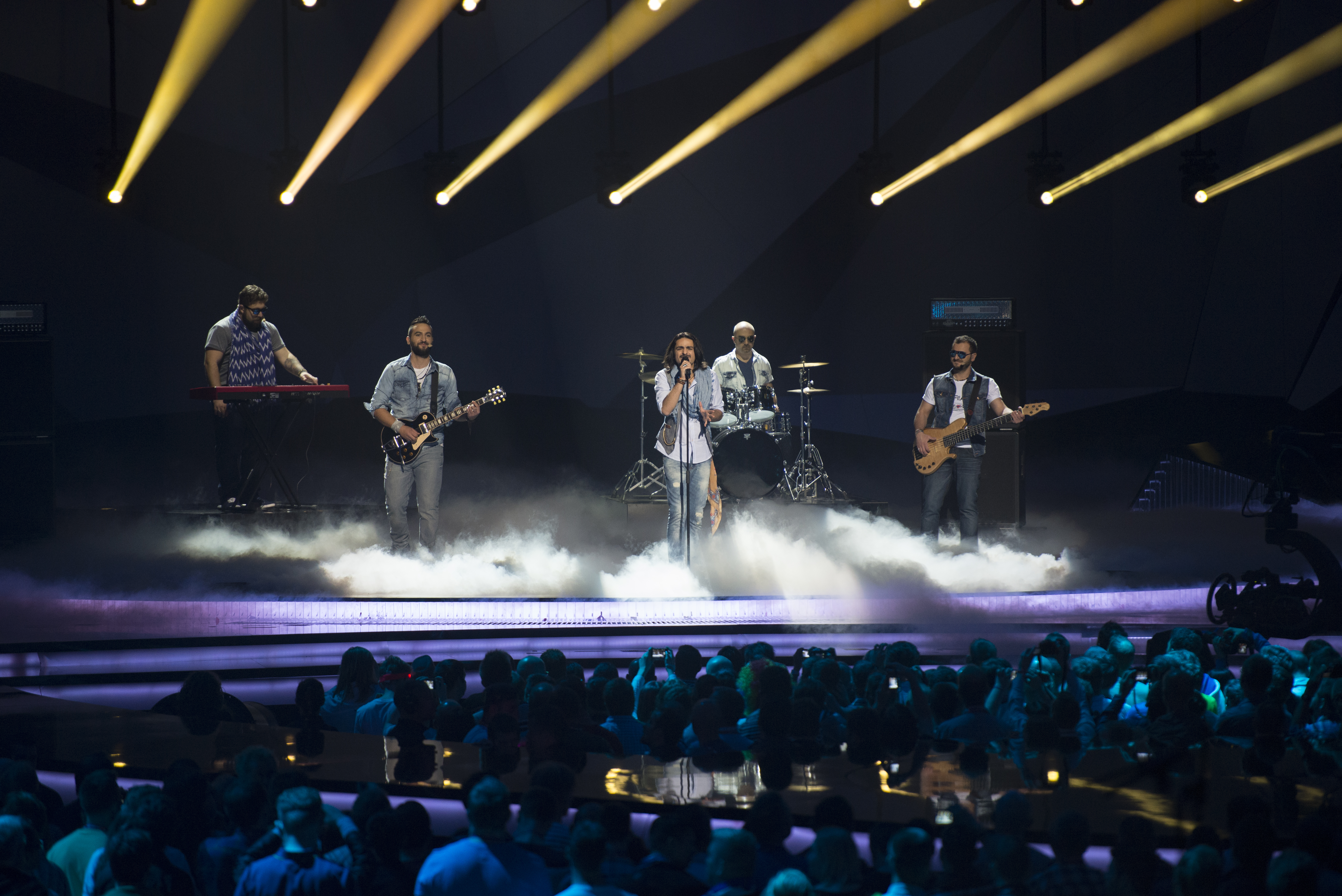
Dorians в Мальме (2013)
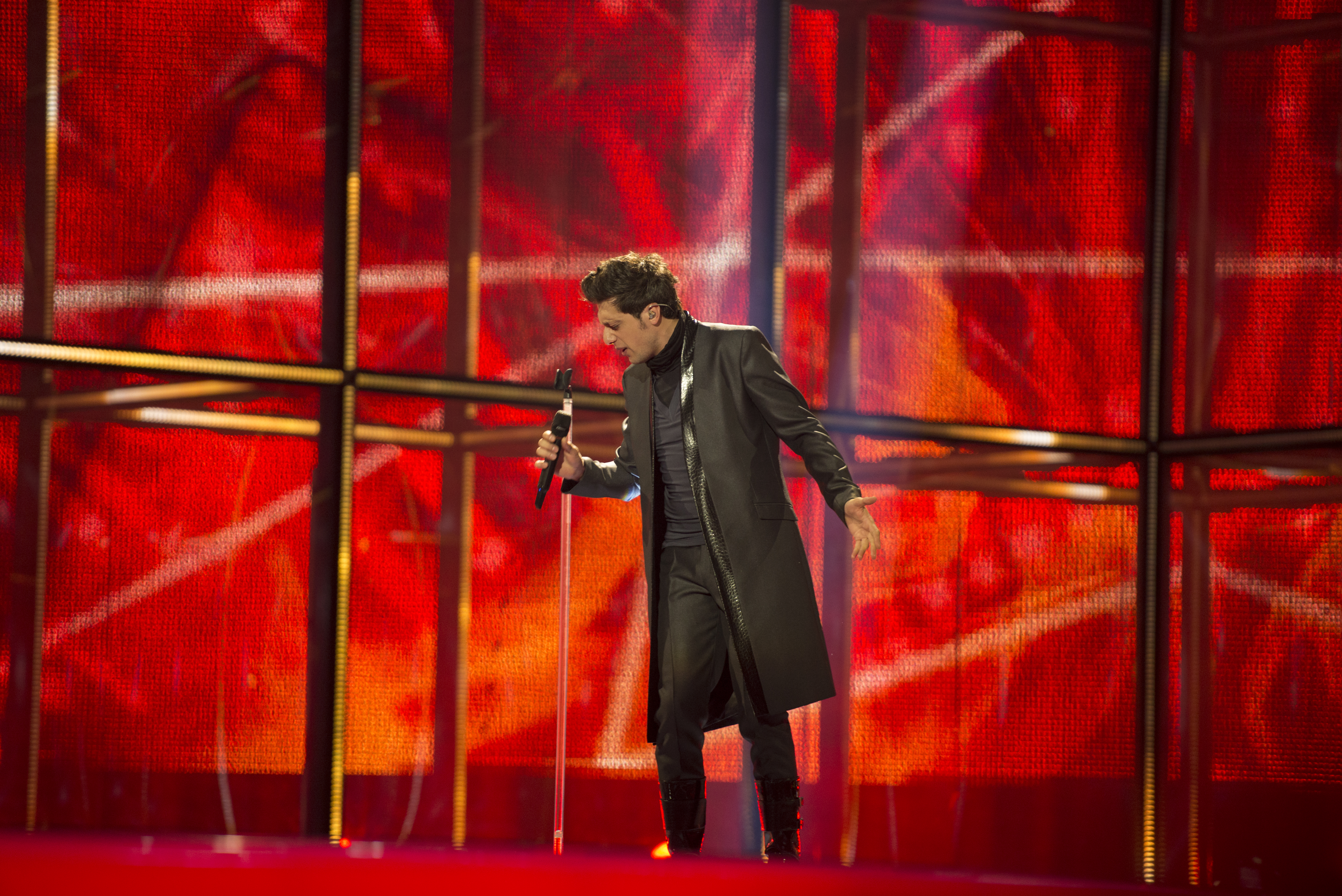
Aram Mp3 у Копенгагені (2014)
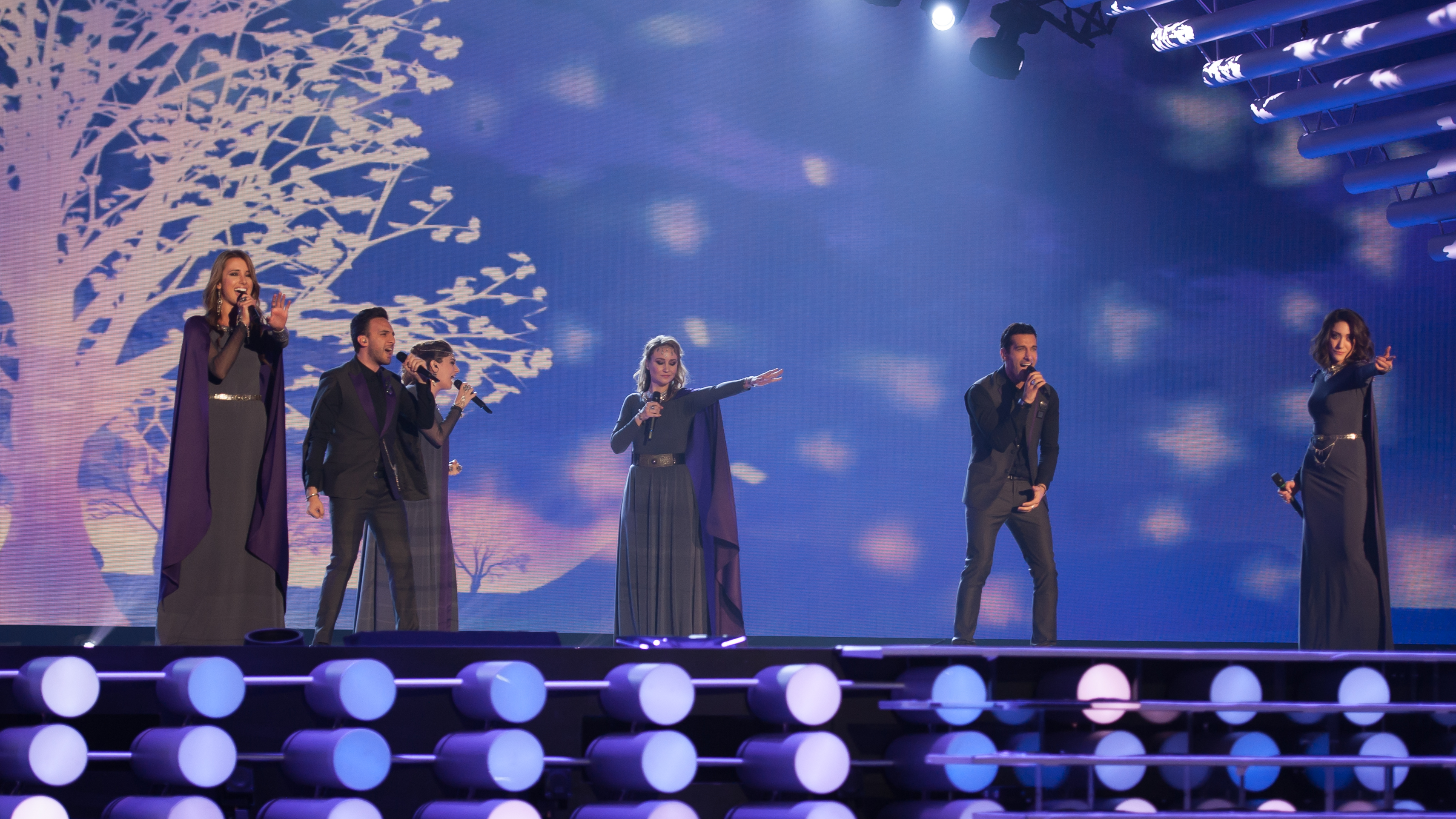
Genealogy у Відні (2015)
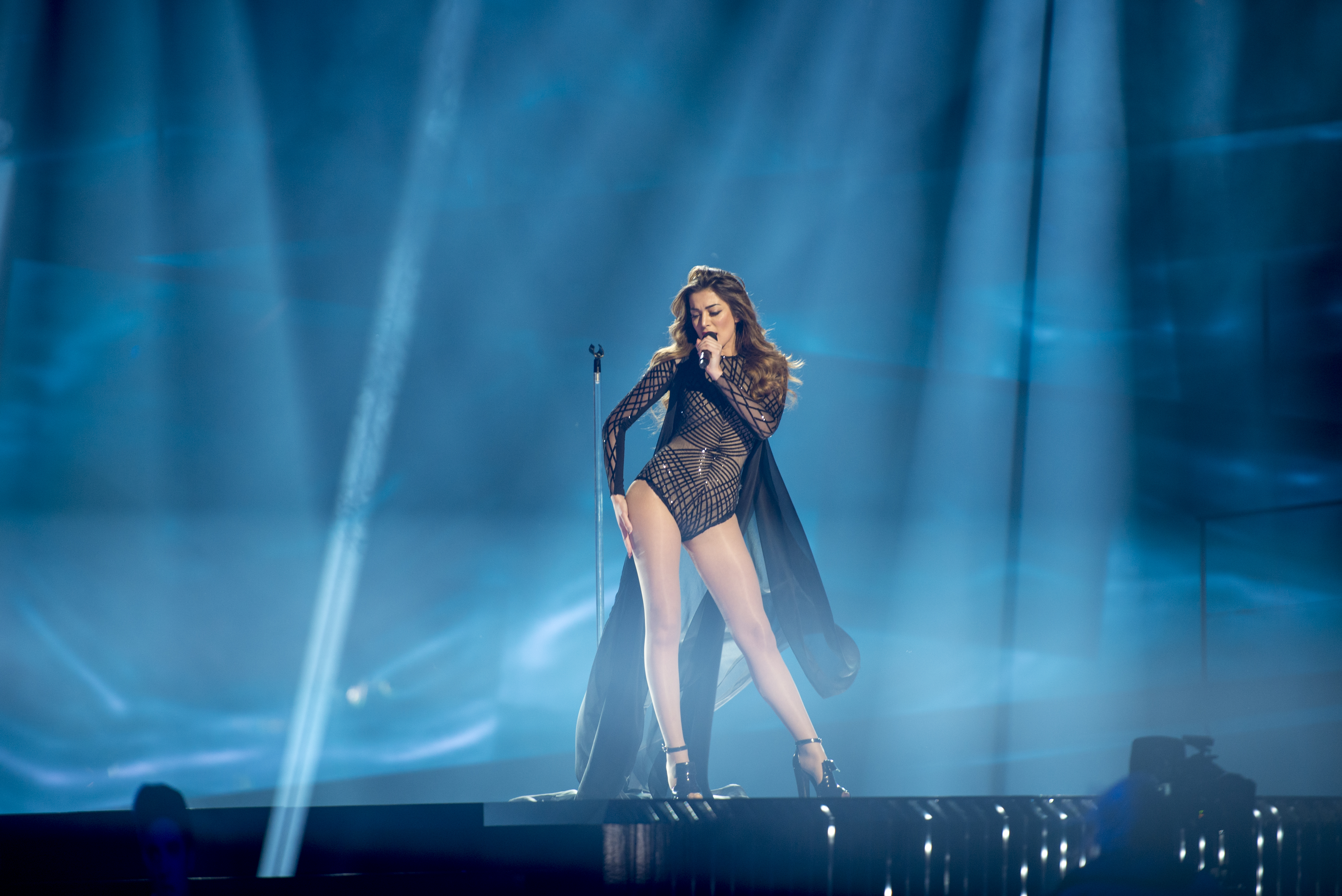
Івета Мукучян у Стокгольмі (2016)
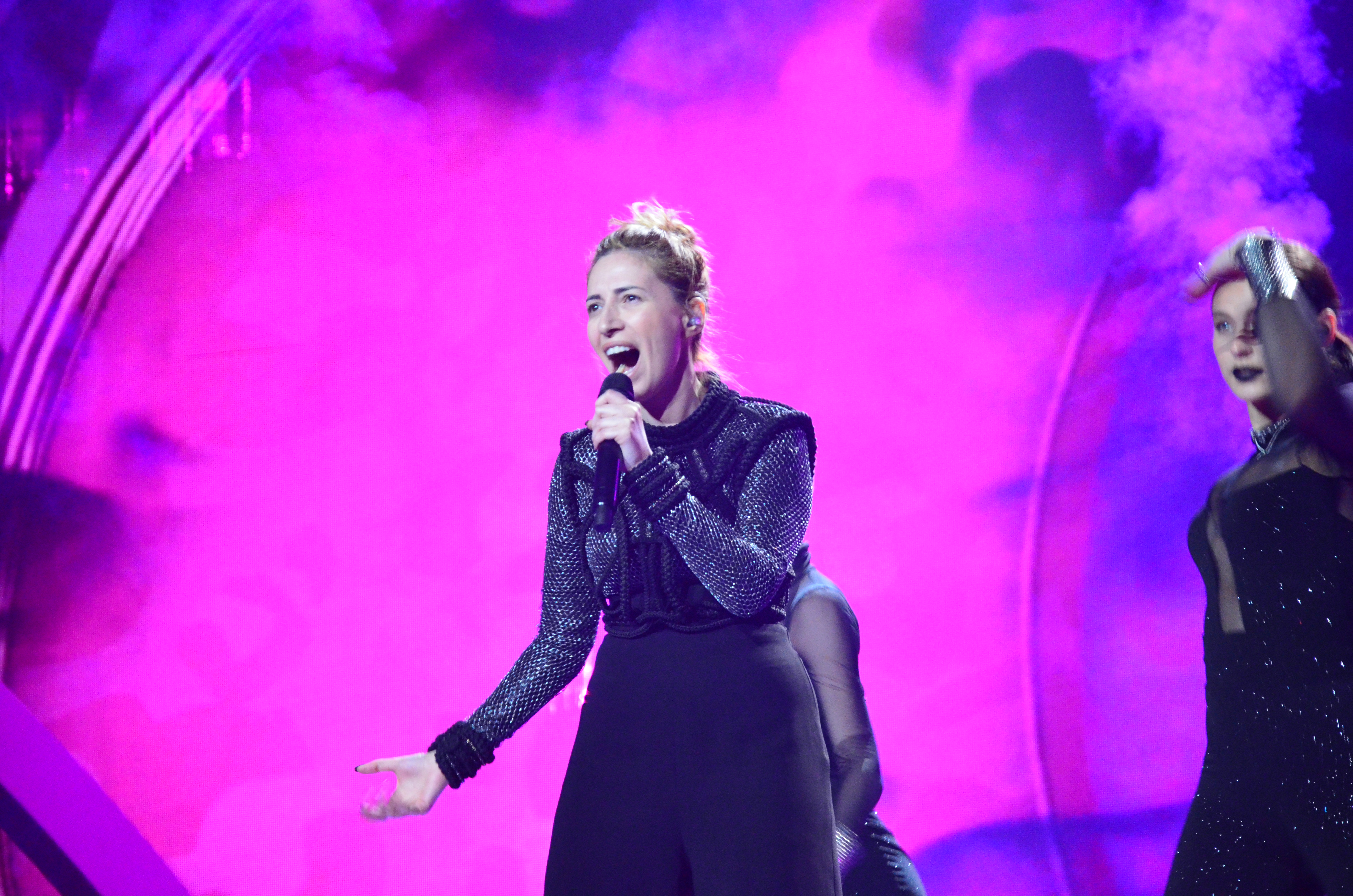
Artsvik у Києві (2017)
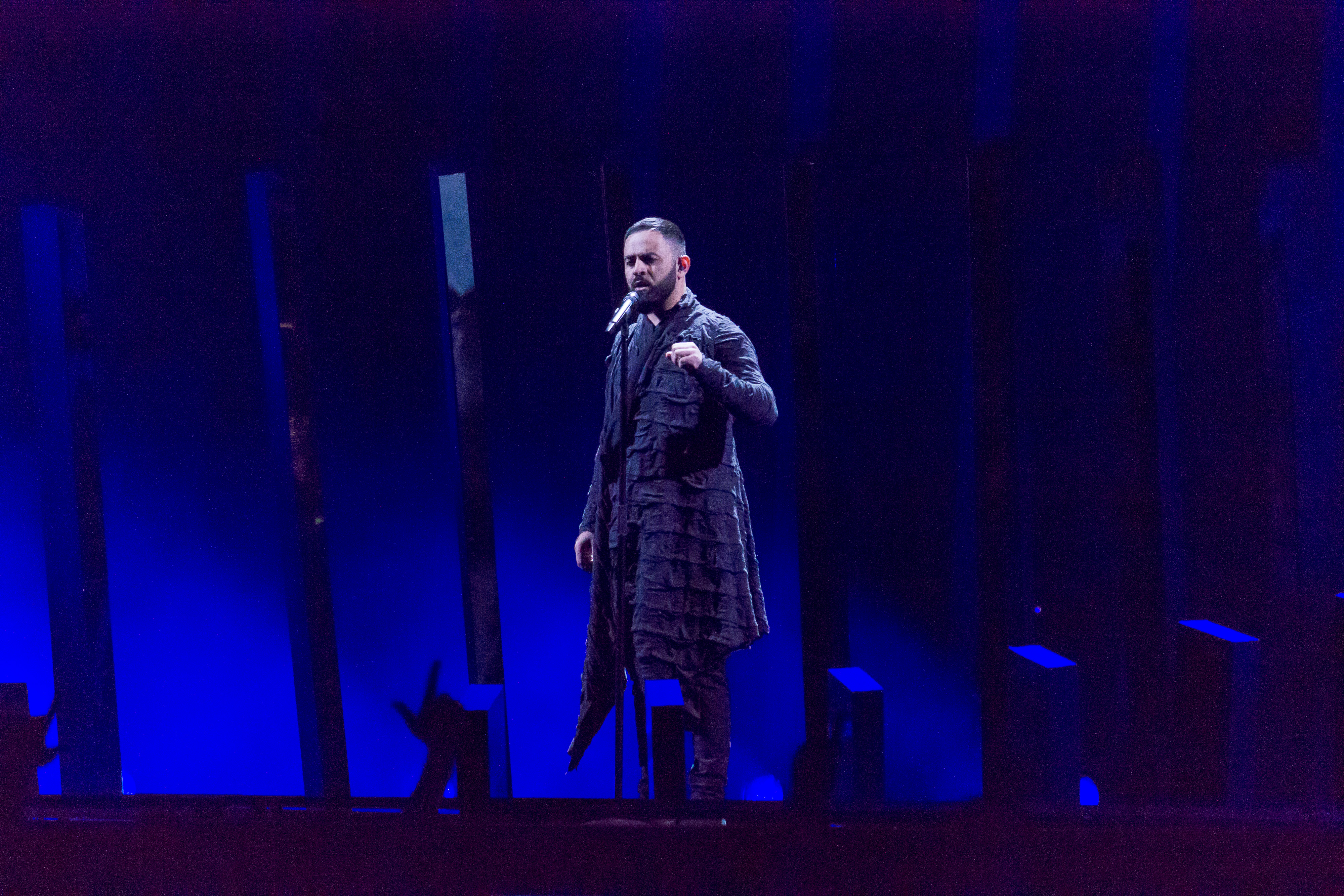
Севак Ханагян у Лісабоні (2018)
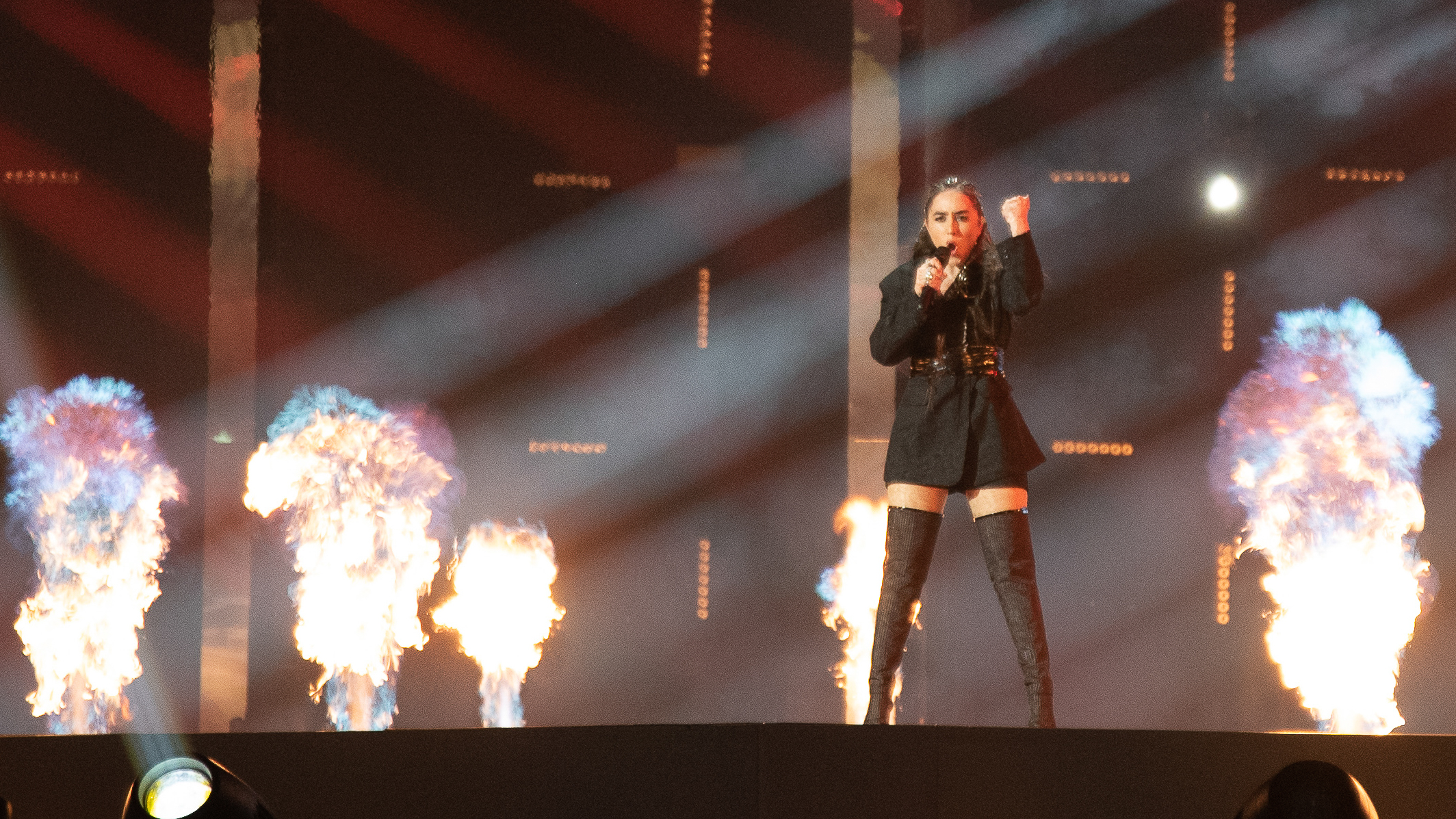
Srbuk у Тель-Авіві (2019)
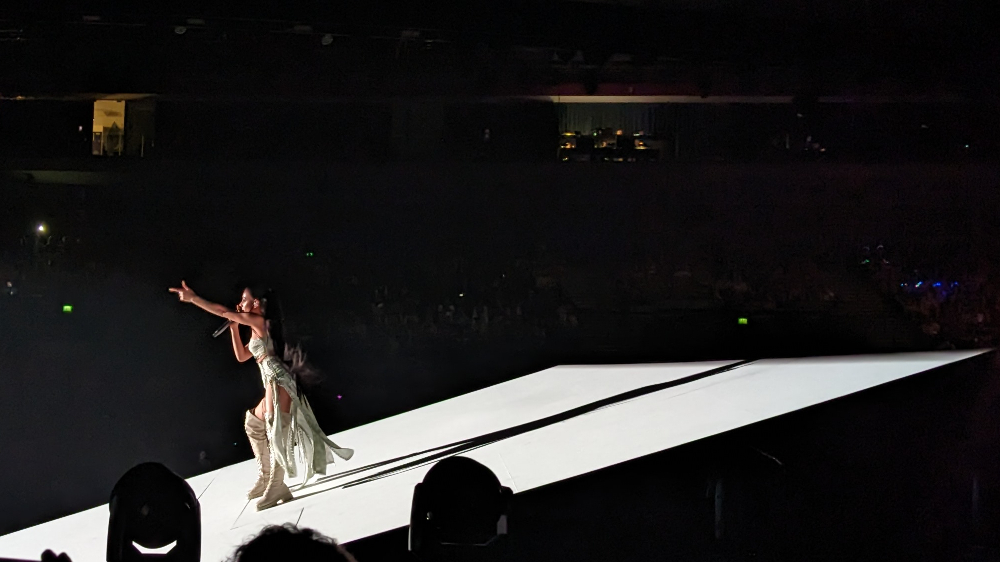
Brunette у Ліверпулі (2023)
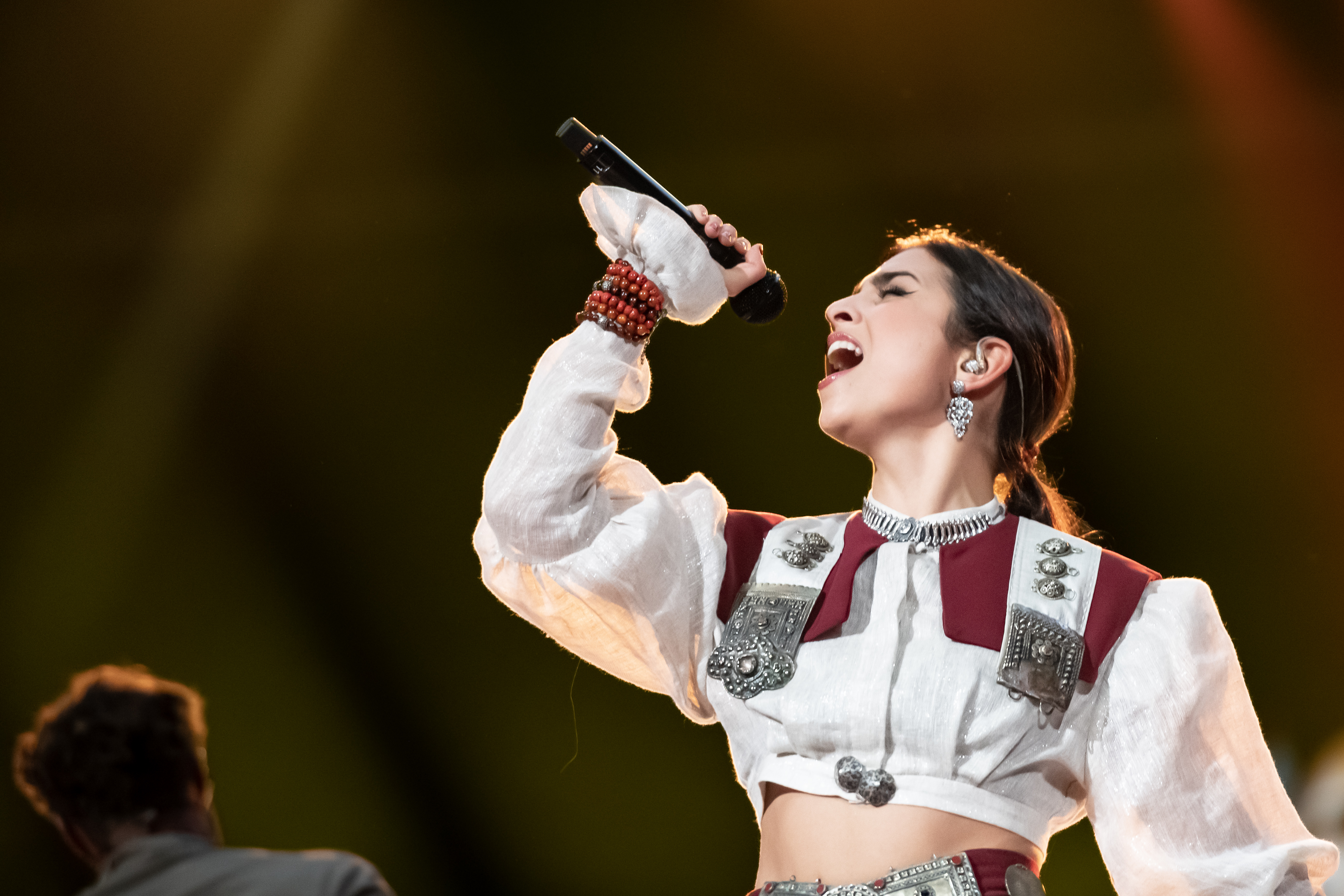
Ladaniva в Мальме (2024)

## Статистика голосувань (2006–2025)
| №  | Дано       | Дано | Отримано   | Отримано |
| №  | Країни     | Бали | Країни     | Бали     |
| -- | ---------- | ---- | ---------- | -------- |
| 1  | Росія      | 126  | Грузія     | 141      |
| 2  | Франція    | 121  | Франція    | 133      |
| 3  | Греція     | 94   | Росія      | 91       |
| 4  | Україна    | 93   | Греція     | 82       |
| 5  | Грузія     | 83   | Болгарія   | 80       |
| 6  | Швеція     | 83   | Нідерланди | 72       |
| 7  | Кіпр       | 69   | Іспанія    | 68       |
| 8  | Італія     | 64   | Чехія      | 67       |
| 9  | Ізраїль    | 49   | Кіпр       | 66       |
| 10 | Португалія | 48   | Україна    | 54       |

## Цікаві факти
- Вірменія стала першою країною на Кавказі, яка дебютувала на Пісенному конкурсі «Євробачення».

## Нотатки
1. ↑  Згідно з тодішніми правилами Євробачення, фінал складався зі співаків 24 країн. «Велика четвірка» та 10 країн, які посіли з 10 по 1 місце у фіналі минулого конкурсу, автоматично потрапляли до фіналу. Інші 10 країн потрапляють до фіналу з півфіналу. Якщо країна «Великої Четвірки» зайняла з 10 по 1 місце на минулорічному конкурсі, то з півфіналу до фіналу потрапляє 11 країн, і так далі (це залежить від кількості країн «Великої четвірки», які посіли з 10 по 1 місце у фіналі).